# Дурощі Поллі
«Дурощі Поллі» (англ. Polly of the Follies) — американська комедійна мелодрама режисера Джона Емерсона 1922 року.

## У ролях
- Констанс Толмадж — Поллі Мічем
- Горас Найт — Сайлас Мічем
- Томас Карр — Джиммі Мічем
- Гаррі Фішер — Поп Каммінгс
- Френк Лалор — Дедді Гуд
- Джордж Фосетт — містер Джонс
- Інна Борк — місіс Джонс
- Мілдред Арден — Гетті Джонс
- Кеннет Гарлан — Боб Джонс
- Пол Дусе — Кларенс Гоп
- Біллі Дав — Алісія Поттер
- Джеймс Глісон — Пол Гордон
- Бернард Рендолл — Фло Зігфелд
- Джон Дейлі Мерфі — Юлій Цезар